# Motor de gasolina

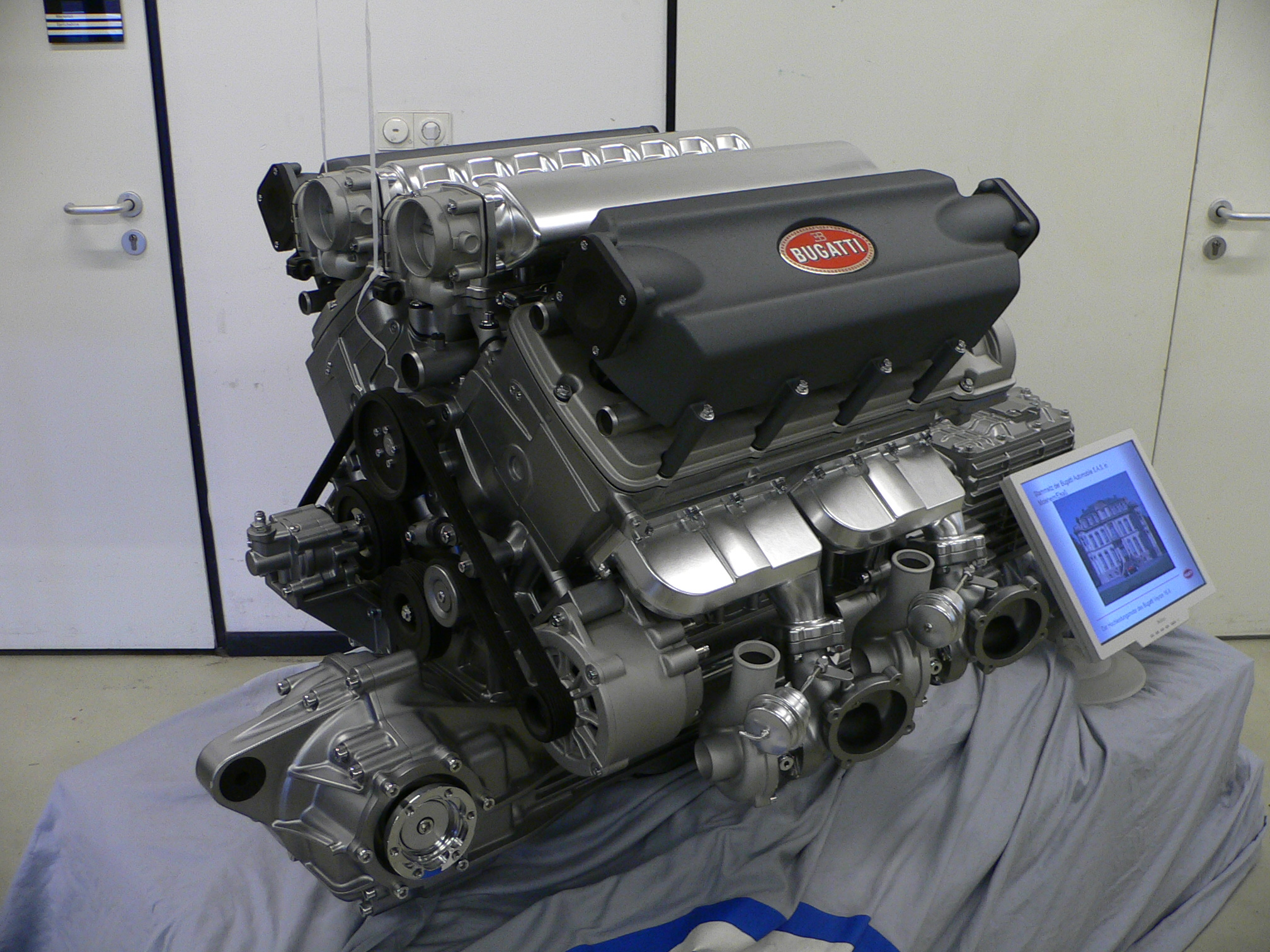
Motor de gasolina W16 de Bugatti Veyron

El motor de gasolina es un motor de combustión interna con encendido por chispa, diseñado para funcionar con gasolina y otros combustibles volátiles similares.

## Funcionamiento
En la mayoría de los motores de gasolina, el combustible y el aire habitualmente se mezclan antes de la compresión (aunque algunos motores de gasolina modernos ya usan un sistema de inyección directa a los cilindros). La premezcla anteriormente se realizaba en un carburador, pero ahora se realiza mediante inyección de combustible controlada electrónicamente, excepto en motores pequeños, donde el costo o la complejidad de la electrónica no justifica la eficiencia lograda en el motor. El proceso en un motor diésel se diferencia en el método de mezcla de combustible y aire, y además, prescinde del uso de bujías para iniciar el proceso de combustión. En un motor diésel, solo se comprime el aire (y, por lo tanto, se calienta), y el combustible se inyecta en aire comprimido (caliente) al final de la carrera de compresión del pistón, provocando la combustión.

## Historia
El primer motor de gasolina práctico fue construido en 1876 en Alemania por Nicolaus August Otto, aunque hubo intentos anteriores realizados por Étienne Lenoir, Siegfried Marcus, Julius Hock y George Brayton.

## Índice de Compresión
Con aire y combustible en un cilindro cerrado, al comprimir la mezcla lo suficiente se da la posibilidad de que se realice un autoencendido; o que se comporte como un motor de encendido por compresión, al igual que funcionan los diésel. Debido a las diferencias en los índices de combustión entre los dos tipos de combustible, los motores de gasolina están diseñados mecánicamente con una sincronización distinta a los diésel, lo que hace que el autoencendido de un motor de gasolina ocurra antes de que el cilindro haya alcanzado su punto muerto superior (PMS). La gasolina de mayor octanaje se quema más lentamente, por lo que es menos propensa al autoencendido y su tasa de expansión es menor. Por lo tanto, los motores diseñados para funcionar exclusivamente con combustible de alto octanaje pueden lograr relaciones de compresión más altas.
La mayoría de los motores de gasolina de automóviles modernos generalmente tienen una relación de compresión de 10,0:1 a 13,5:1. Los motores con sensor de detonación pueden tener, y generalmente tienen, una relación de compresión superior a 11,1:1 y se acerca a 14,0:1 (para combustible de alto octanaje y generalmente con inyección directa de combustible) y los motores sin sensor de detonación generalmente tienen una relación de 8,0:1 a 10,5:1.

## Velocidad y Eficiencia
Los motores de gasolina tienden a funcionar a velocidades más altas que los motores diésel debido a componentes más ligeros. Sin embargo, la eficiencia térmica de los motores de gasolina suele ser menor que la de los motores diésel. Los motores modernos de gasolina pueden alcanzar eficiencias térmicas de hasta el 38%.

## Aplicaciones
Los motores de gasolina tienen numerosas aplicaciones, incluyendo automóviles, motocicletas, aeronaves, lanchas motoras y motores pequeños como los usados en cortacésped y motosierras.

### Diseño

#### Ciclos de Trabajo

Motor de gasolina de 4 tiempos.

Los motores de gasolina pueden funcionar en ciclos de cuatro tiempos o dos tiempos y pueden tener una disposición de cilindros en línea o en V. La refrigeración puede ser por aire o por líquido. El encendido se realiza mediante chispa generada por bujías y la potencia se mide en caballos de fuerza o kilovatios.

#### Disposición de Cilindros
La disposición de los cilindros es comúnmente de 1 a 6 cilindros en línea o de 2 a 12 cilindros en V. Los motores planos y Motor Wankel son otros diseños menos comunes, pero notables.

### Refrigeración
Los motores de gasolina pueden estar refrigerados de dos formas principales:
- **Refrigeración por aire:** En este método, el motor se enfría mediante aletas que aumentan la superficie de los cilindros y la culata. Este enfoque es común en motores más pequeños y en aplicaciones como motocicletas. En algunos casos, los motores planos refrigerados por aire se utilizan en avionetas y automóviles específicos, como algunos modelos de Porsche y Subaru.

- **Refrigeración por líquido:** En este sistema, un circuito de líquido refrigerante (generalmente una mezcla de agua y etilenglicol o propilenglicol) se encarga de enfriar todo el motor. Este líquido pasa a través de un radiador para disipar el calor. Este método es más común en automóviles y proporciona una capacidad de enfriamiento más eficiente que la refrigeración por aire. Además, los líquidos refrigerantes modernos contienen aditivos para prevenir la corrosión y mejorar la protección de los componentes del motor.

El sistema de enfriamiento suele estar ligeramente presurizado para aumentar aún más el punto de ebullición del refrigerante.

### Encendido
Los motores de gasolina realizan el encendido mediante una chispa generada por bujías o mediante sistemas de encendido más modernos. En los motores de automóviles actuales, el tiempo de encendido se gestiona mediante una unidad de control del motor.

### Medida de Potencia
La forma más común de medir la potencia de un motor de gasolina es a través de la potencia de frenado, medida en el volante de inercia y expresada en caballos de fuerza o kilovatios. Esta potencia representa la potencia mecánica real del motor en una forma completa y utilizable. Es importante destacar que la potencia de salida puede variar según el valor energético del combustible, la temperatura y la humedad del aire ambiente, así como la altitud. Por ello, existen estándares acordados en Europa y los EE. UU. sobre el combustible que se debe usar durante las pruebas y las condiciones de prueba, como una temperatura ambiente de 25 °C en Europa y 64 °F en EE. UU., y una humedad del 50%. 
Los motores de vehículos marinos, en general, no tienen ventilador de radiador y, comúnmente, tampoco tienen un alternador. Por lo tanto, en estos casos, la potencia nominal indicada no sufre pérdidas por el radiador ni el alternador. La Sociedad de Ingenieros de Automoción en los EE. UU. y la Organización Internacional de Normalización (ISO) en Europa publican estándares sobre procedimientos exactos y cómo aplicar correcciones para reducir la posibilidad de error, como la altitud sobre el nivel del mar.